# 犹大旷野

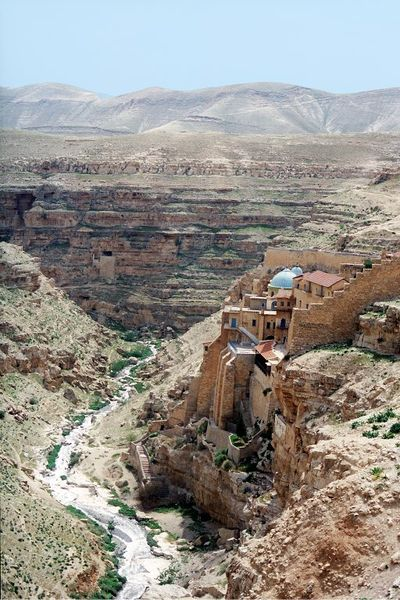
汲沦谷的Mar Saba修道院

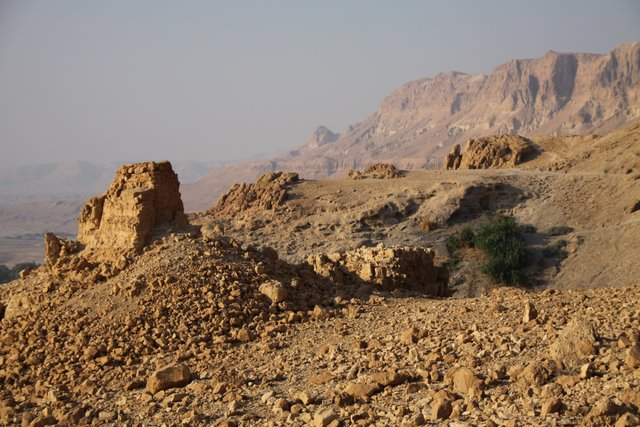
View of the Judean Desert from Mount Yair, Ein Gedi.

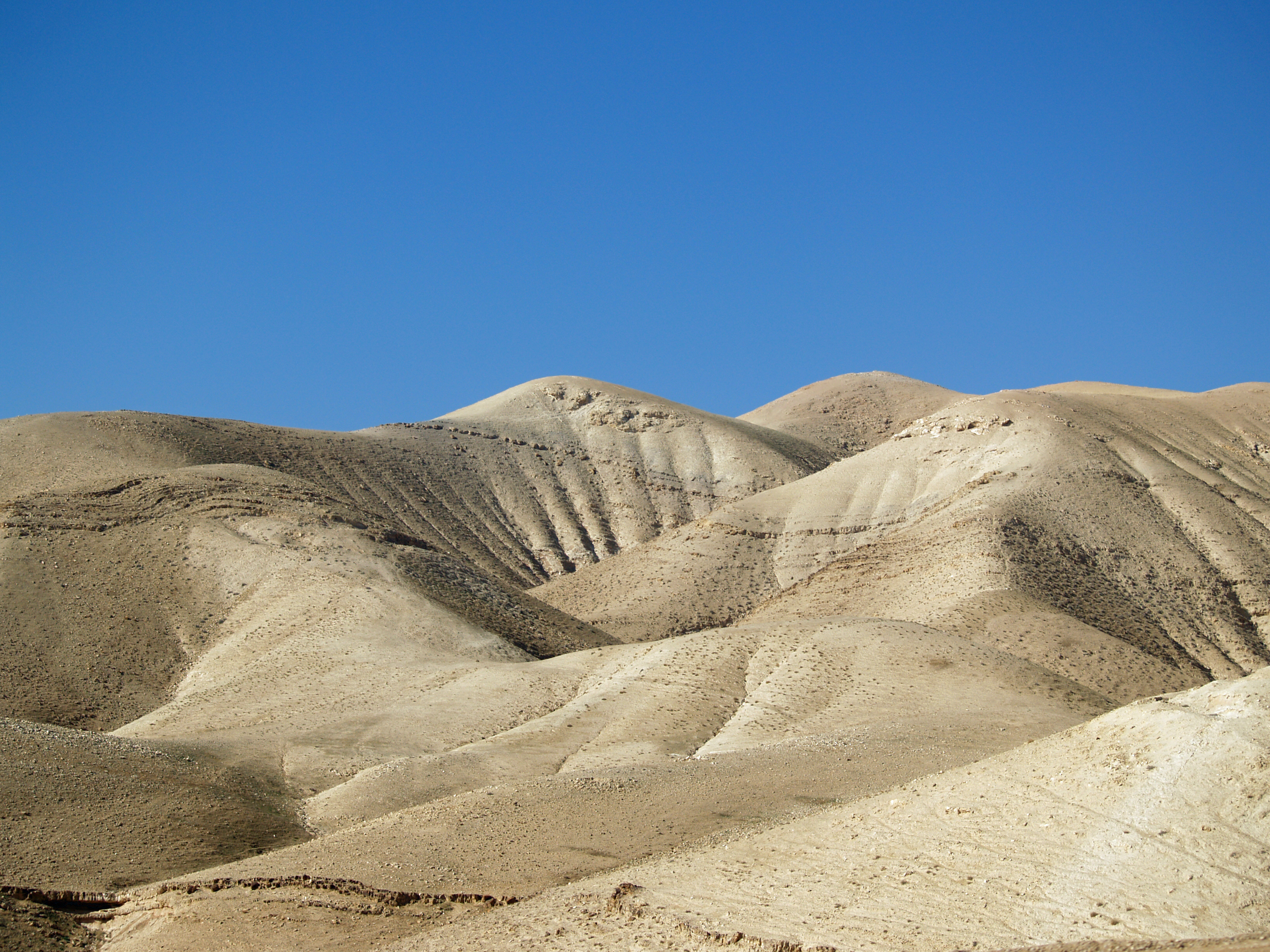
犹大旷野的山丘

犹大旷野（希伯来语:מִדְבַּריְהוּדָה‎ Midbar Yehuda; 阿拉伯语:صحراءيهودا‎ Sahara Yahudan）也稱為犹太旷野，是耶路撒冷以东，下斜到死海的一个荒漠，位于以色列和约旦河西岸。犹太荒漠内有很多干谷和沟壑。犹大旷野与犹大山地平行，具有特殊的形态结构。

## 位置和气候
犹大旷野位于耶路撒冷以东，下斜到死海。 这一区域主要的城市包括耶路撒冷、伯利恒，古什埃齐翁的耶利哥和希伯仑。
犹大旷野的降水量在西山约400-500毫米，到西耶路撒冷增加到600毫米（犹大中央山地），向东到东耶路撒冷时降为400毫米，再往东因为背风坡效应降为100毫米。气候从地中海气候向东快速过渡到半干旱气候和干旱气候。